# Louis Trochu
Louis Trochu, francoski general, politik in pisatelj, * 12. marec 1815, † 7. oktober 1896.